# Quinocho
Joaquín Fernández Santomé (Vigo, España, 17 de mayo de 1933 — 20 de octubre de 1988), más conocido como Quinocho, fue un futbolista español que desempeñaba como defensa y que después de su etapa como futbolista ejerció de gerente en el Celta de Vigo. Murió asesinado en un asalto a las oficinas del club celeste.

## Biografía

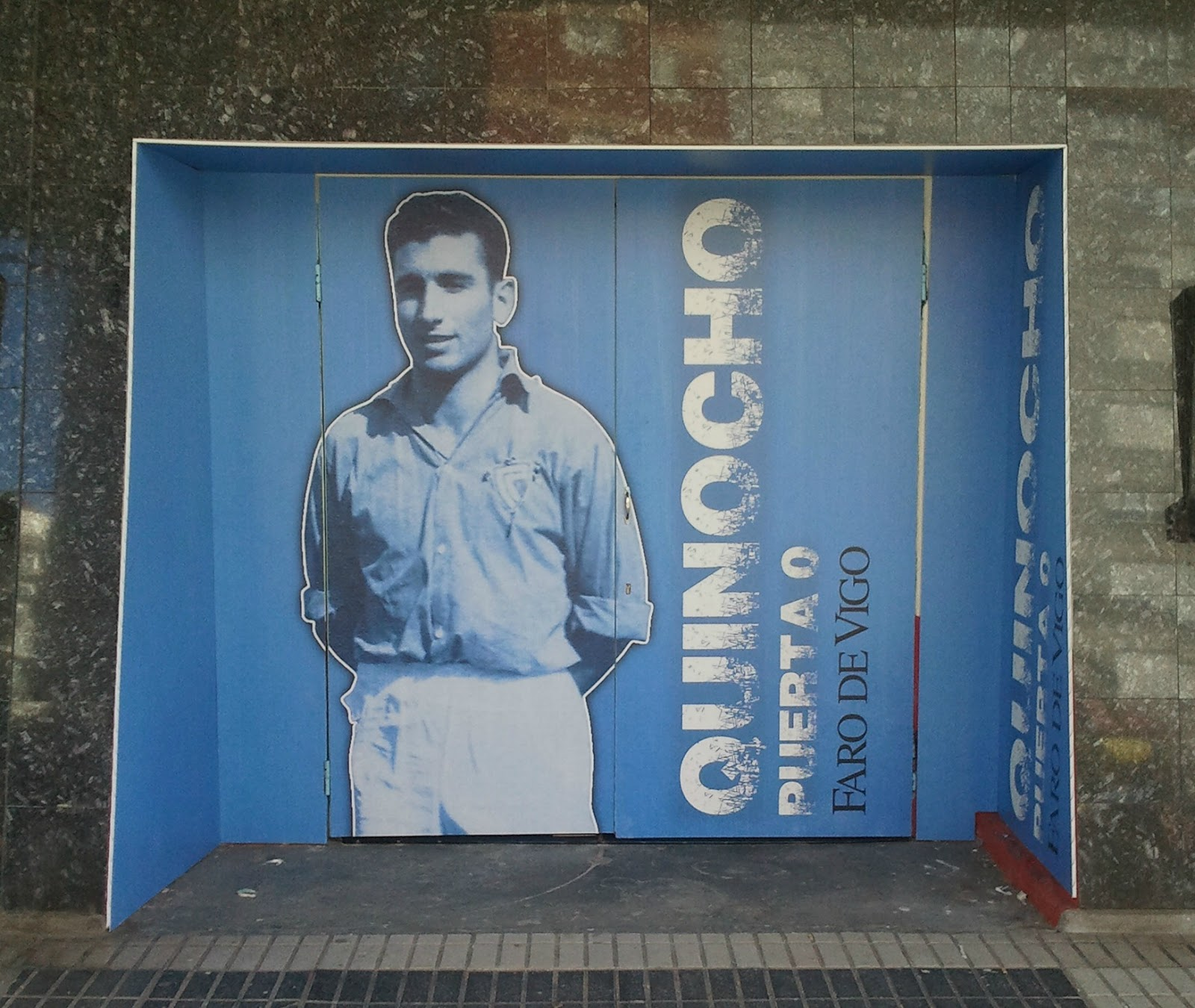
Imagen de Quinocho en la Puerta 0 del Estadio de Balaídos.

Inició su carrera deportiva en el equipo de su barrio, el Casablanca, como extremo. A los 19 años el entrenador del Celta de Vigo lo ficha y lo convierte en defensa, y aunque en un principio es cedido al Racing de Ferrol, a los tres meses es repescado por el Celta, de donde ya no se movería durante 9 temporadas.
En 1962 termina su contrato con el Celta y ficha por el Club Deportivo Castellón, donde permanecería primero como jugador y después como secretario técnico, hasta que en 1974 el por entonces presidente del Celta de Vigo, Antonio Vázquez Gómez, le propuso hacerse cargo de la gerencia del club y él acepta.

### Asesinato
Siendo gerente del Celta de Vigo, el jueves 20 de octubre de 1988 a las 18:30 de la tarde dos encapuchados armados, uno con un cuchillo y otro con un revólver, entraron en la sede del Celta en el estadio de Balaídos cuando Quinocho se encontraba preparando el desplazamiento del equipo olívico a San Sebastián. En un intento de defenderse a él y al Celta, el gerente lanzó un cenicero a los delincuentes, mas no tendría éxito y sería apuñalado, llevándose los ladrones un botín de 100.000 pesetas y la vida de Quinocho. Consciente de sus heridas en la arteria pulmonar y aorta, sus últimas palabras fueron dirigidas a su compañera de trabajo: "Cógeme Angelines, cógeme que me muero".
Este suceso consternaba a todo el celtismo y la ciudad de Vigo, sumado además a que solo dos meses atrás el futbolista del Celta José Alvelo quedaba en silla de ruedas tras un accidente de tráfico, noticia que resultó devastadora. Quinocho fue sepultado en el Cementerio de Pereiró en un entierro multitudinario suspendiéndose el partido contra la Real Sociedad en señal de duelo. En 1995 se creó el Trofeo Memorial Quinocho en homenaje al histórico jugador.

## Clubes
| Club                  | País   | Año       |
| --------------------- | ------ | --------- |
| Racing Club de Ferrol | España | 1953-1954 |
| R. C. Celta de Vigo   | España | 1954-1963 |
| C. D. Castellón       | España | 1963-1968 |

## Premios y reconocimientos
- Vigués distinguido en 1989 (a título póstumo).